# Lalla Hansson
Lars Erik Hansson, känd som Lalla Hansson, född 10 juni 1944 i Stockholm, är en svensk sångare, gitarrist och musikproducent. 
Hansson inledde karriären i den svenska popgruppen Fabulous Four 1964–1968. Gruppen slog först igenom i Italien och hade därefter flera låtar på Tio i topp: "Puff, the Magic Dragon", "Island in the Sun", "Rhythm of the Rain" och "Don't Go Out into the Rain".
I början av 1970-talet inledde Hansson en solokarriär. Han debuterade 1971 med albumet Upp till Ragvaldsträsk från vilken singlarna "Anna & mej" och "Lai-le-lai" blev mycket populära. Debuten följdes av Tur & retur (1973) med hitsinglarna "Dagny" och "Han gav upp alltihop (för att spela i sitt band)". Senare utkom Fångat i flykten (1976), samlingsalbumet Första halvlek (1977) och Enstaka spår! (1978).
Under 1980- och 1990-talen minskade Hanssons skivproduktion avsevärt. Endast ett studioalbum släpptes under denna tid: 1987 års Hejdlöst, tillsammans med ett par samlingsalbum. Hansson turnerade under en period på 1980-talet med dansbandet Drifters samt med Lalla Hansson United Band med vilket han spelade in singeln "Sin Egen Väg" 1985.
I början av 2000-talet bildade Hansson gruppen Idolerna tillsammans med Svenne Hedlund (tidigare i Hep Stars), Tommy Blom (tidigare i Tages) och Lennart Grahn (tidigare i Shanes). Gruppen släppte 2000 debutalbumet Idolerna som nådde 31:a plats på Svenska albumlistan. Låten "Här kommer kärleken" blev mycket framgångsrik och låg 29 veckor på Svensktoppen 2000–2001, varav 14 veckor på första plats. Även låtarna "Nu leker livet" och "Sommar" tog sig in på samma lista 2001.
År 2003 producerade Hansson Ola Magnells Vallmoland. År 2006 utkom samlingsalbumet Fabulous Forty och 2012 släpptes Hanssons första studioalbum på 25 år, Om jag var Zorn.

## Biografi
Hansson växte upp på Artillerigatan i Stockholm. Smeknamnet "Lalla" fick han av en yngre kusin som inte kunde uttala smeknamnet "Lasse" ordentligt. När Hanssons vänner hörde detta började de använda det nya smeknamnet.

### 1964–1968: Fabulous Four
Lalla Hansson inledde sin karriär i den svenska popgruppen Fabulous Four 1964. Bandet debuterade 1965 med singeln "I Still Love You/Boom Boom" och slog först igenom i Italien med den egna låten "After All". År 1966 utkom gruppens första och enda studioalbum After All och bandet slog igenom i Sverige på hösten samma år med "Puff the magic dragon" som gick direkt in på Tio i topps första plats. Även "Island in the Sun", "Rhythm of the Rain" och "Don't Go Out into the Rain" tog sig in på Tio i topp. År 1967 användes flera av låtarna från After All som soundtrack till Jan Halldoffs film Livet är stenkul.
Bandet räknas som en av 1960-talets största svenska popgrupper. Undantaget Italien nådde de inga framgångar utomlands. Gruppen upplöstes 1968.

### 1970-talet: Solokarriären inleds
Efter uppbrottet med Fabulous Four tog Hansson en ett år lång paus från musiken. Han började därefter arbeta som discjockey innan han inledde en karriär som soloartist. Han debuterade 1971 med albumet Upp till Ragvaldsträsk, som producerades av Bengt Palmers. Från albumet släpptes singeln "Anna & mej", en cover på Kris Kristoffersons "Me and Bobby McGee". Låten blev mycket populär och tog sin in på Tio i topp, varav en vecka på första plats. Från samma album släpptes också singeln  "Lai-le-lai", en cover på Paul Simons "The Boxer". Låten låg under ett par veckor på Svensktoppen.
Efter debuten släpptes 1972 singeln "(Balladen om) Nalen", en tolkning av Don McLeans "American Pie". Låten nådde inga listframgångar men skulle senare inkluderas på Hanssons andra studioalbum Tur & retur (1973), även det producerat av Palmers. Från albumet släpptes singlarna "Han gav upp alltihop (för att spela i sitt band)" (en cover på Albert Hammonds "The Free Electric Band") och Ove Thörnqvist-tolkningen "Dagny". Båda blev populära med en Tio i topp- respektive Svensktoppsplacering.
År 1975 släpptes singeln "Anne-Li" vilken året efter medtogs på Hanssons tredje studioalbum Fångat i flykten. Albumet är Hanssons hitintills enda att ta sig in på Svenska albumlistan. Samlingsalbumet Första halvlek följde 1977 och därefter hans fjärde studioalbum Enstaka spår! (1978). Från detta album släpptes singeln "Allas våran älskling" utan att nå någon listframgång. År 1978 spelade han även gitarr på Frank & Flemmings album Livet er så meget. År 1979 släpptes singeln "Svänger ett gäng" som var en cover på Mark Knopflers "Sultans of Swing". På singelns konvolut kan läsas att låten är hämtad från "Lallas kommande LP", men någon sådan där låten finns med har inte gjorts. År 1979 medverkade han även på skivan Glitter, glögg & rock 'n' roll.

### 1980- och 1990-talen
Under 1980- och 1990-talen minskade Hanssons skivproduktion kraftigt. År 1980 utkom singeln "Pina coladas" som tog sig in på Svensktoppen. Hansson gjorde även EP-skivan Det svänger om Bajen som ett slags hyllning till fotbollslaget Hammarby IF. Därefter var det tyst fram till 1985 när Hansson medverkade på barnskivan Rock 'n Troll. År 1986 utkom singlarna "Sin egen väg", en cover på Mark Knopflers "Walk of Life", och "En semester för två". "Sin egen väg" medtogs på Hanssons femte studioalbum Hejdlöst (1987). Från detta album släpptes även singeln "Fortfarande" (1987).
Åren 1988–1989 körade Hansson på Kjell Höglunds album Glöd och Ormens år. År 1989 utkom samlingsalbumet Lalla Hanssons bästa. Från detta släpptes singeln "En sista foxtrot". År 1998 släpptes ännu ett samlingsalbum, 18 favoriter.
Under ett år på 1980-talet turnerade Hansson med dansbandet Drifters som gästartist, och under ett par år i mitten av decenniet med Lalla Hansson United Band, som också spelade in singeln "Sin Egen Väg". 

### 2000-talet

#### Idolerna
I början av 2000-talet bildade Hansson gruppen Idolerna tillsammans med Svenne Hedlund (tidigare i Hep Stars), Tommy Blom (tidigare i Tages) och Lennart Grahn (tidigare i Shanes). Gruppen släppte 2000 debutalbumet Idolerna som nådde 31:a plats på Svenska albumlistan. Låten "Här kommer kärleken" blev mycket framgångsrik och låg 29 veckor på Svensktoppen 2000–2001, varav 14 veckor på första plats. Även låtarna "Nu leker livet" och "Sommar" tog sig in på samma lista 2001.
Gruppen genomförde en Sverigeturné mellan juni och september 2000. Den 25 juli 2000 uppträdde gruppen i TV-programmet Allsång på Skansen och den 30 juli 2000 medverkade man i Bingolotto. Den 13 oktober 2000 var gruppen fredagsgäster i TV-programmet Go'kväll.
År 2001 släpptes livealbumet Greatest Hits, Live & More som inte nådde någon listplacering. Skivbolaget EMI släppte också samlingsalbumet Det bästa med de svenska popidolerna. Vol. 1 med låtar av Shanes, Tages, Hep Stars samt Hanssons solokarriär. Den 15 juni 2001 medverkade gruppen i TV-programmet Högtryck med Loket. Ytterligare en sommarturné i Sverige följde 2001. Därefter lades gruppen på is.

#### Fortsatt solokarriär
Efter Idolerna utgav Hansson 2002 singeln "Härifrån (on the Road)", en Bob McDill-cover. Den 30 mars 2002 gästade Hansson TV-programmet Så ska det låta i lag tillsammans med Monia Sjöström mot Christer Sjögren och Ann-Louise Hansson. Han spelade även gitarr på Dave Kellys låt "If It Fits" från albumet Resting My Bones (2002).
År 2003 producerade han Ola Magnells studioalbum Vallmoland tillsammans med Benneth Fagerlund. Den 28 januari 2003 gästade han TV-programmet Go'kväll. År 2004 samarbetade Hansson återigen med Dave Kelly när de tillsammans tolkade J.J. Cales "Devil in Disguise" på samlingsalbumet Rendezvous – ett musikaliskt möte mellan svenska, engelska & amerikanska artister.
År 2005 tolkade Hansson Ola Magnells låt "Bruten vinge" från Vallmoland. Låten medtogs först på tributalbumet Påtalåtar – en hyllning till Ola Magnell (2005) och därefter på Hanssons samlingsalbum Fabulous Forty (2006). Hansson gästsjöng även på Kjell Höglunds album Pandoras ask (2006).
I juli 2008 gästade Hansson dansbandsgalan Guldklaven som direktsändes i Sveriges Radio.

### Om jag var Zorn
Den 21 november 2012 släpptes albumet Om jag var Zorn på skivbolaget Satellite Records, Hanssons första studioalbum på 25 år. Albumet producerades av Göran Danielsson Hjertstedt och Ulf Holmberg som Hansson träffade 2011 vid Allsång på Skansen. Tanken var först att Danielsson Hjertstedt och Holmberg skulle producera ett livealbum åt Hanssons popgrupp Idolerna, men detta projekt gick i stöpet. I stället upptäckte duon att "det stämde" med Hansson och ett samarbete inleddes.
Den 5 juni 2014 medverkade Hansson i ett fyra timmar långt hyllningsprogram på Vinyl 107,1 tillägnat den då nyligen bortgångne Idolernakollegan Tommy Blom.

## Diskografi

### Fabulous Four
Album
- 1966 – After All
- 1984 – Fabulous Four 1965–68 (samlingsalbum)
- 2003 – Fabulous Four (samlingsalbum)

Singlar
- 1966 – "Boom Boom"
- 1966 – "Puff the Magic Dragon"
- 1966 – "Sheila"
- 1966 – "Rotten Rats"
- 1967 – "Man ska plåta den man älskar"
- 1967 – "Island in the Sun"
- 1967 – "Anita, Change Your Mind"
- 1967 – "Don't Go Out into the Rain"
- 1967 – "Rythm of the Rain"
- 1968 – "Brown Eyed Girl"
- 1968 – "A Place in the Sun"
- 1968 – "Sitting on a Fence"

### Solo
Album
- 1971 – Upp till Ragvaldsträsk
- 1973 – Tur & retur
- 1976 – Fångat i flykten
- 1977 – Första halvlek (samlingsalbum)
- 1978 – Enstaka spår!
- 1980 – Det svänger om Bajen (EP)
- 1987 – Hejdlöst
- 1989 – Lalla Hanssons bästa (samlingsalbum)
- 1998 – 18 favoriter (samlingsalbum)
- 2006 – Fabulous Forty (samlingsalbum)
- 2012 – Om jag var Zorn

Singlar
- 1971 – "Anna & mej"
- 1971 – "Lai-le-lai"
- 1972 – "(Balladen om) Nalen"
- 1973 – "Han gav upp alltihop (för att spela i sitt band)"
- 1973 – "Dagny"
- 1975 – "Anne-Li"
- 1978 – "Allas våran älskling"
- 1979 – "Svänger ett gäng"
- 1980 – "Pina coladas"
- 1986 – "Sin egen väg"
- 1986 – "En semester för två"
- 1987 – "Fortfarande"
- 1989 – "En sista foxtrot"
- 1997 -  "Sjömansjul På Hawaii"
- 2002 – "Härifrån (on the Road)"

### Idolerna
Album
- 2000 – Idolerna
- 2001 – Greatest Hits, Live & More (livealbum)

Singlar
- 2000 – "Här kommer kärleken"